# Rotunda Nanebevzetí Panny Marie
Rotunda Nanebevzetí Panny Marie je filiální kostel resp. kaple v římskokatolické farnosti Únanov, nachází se v centru obce Plaveč v zahradě zámku Plaveč. Rotunda je románskou stavbou poprvé zmiňovanou v roce 1234. Rotunda je chráněna v rámci areálu zámku jako kulturní památka České republiky.

## Historie
Rotunda byla postavena po začátku 13. století, kdy poprvé je zmiňována v roce 1234. Podle jiných zdrojů však měla být postavena možná již ve století 12. Postavena byla u někdejší gotické tvrzi u řeky Jevišovky. V roce 1487 byl do pískovcové lucerny se zvonicí instalován zvon z roku 1487. Kaple sloužila až do konce husitských válek jako soukromá kaple pro obyvatele tvrze, veřejnosti zpřístupněna byla až později. Rozšířena o gotickou předsíň a o oratoř byla v 15. století, dále pak byla rozšířena v roce 1868 majitelem panství Josefem Widmannem, byla přistavěna rodinná hrobka. Poslední pohřbený člen rodu Widmannů byl do hrobky pohřben v roce 1945. Od roku 2012 existuje papírový model rotundy, jeho autorem je Milan Bartoš.

## Pohanský idol
Jako idol je označován neznámý kamenný objekt, který je umístěn (nebo jen jeho část) na vrcholu rotundy. Má podobu lidské hlavy se čtyřmi abstraktně vyhotovenými tvářemi, z nichž každá hledí na jinou světovou stranu, přičemž by se mohlo jednat o raně slovanskou památku předkřesťanského období, tzv. slovanského pohanství. Idol z Plavče odpovídá dochovaným předkřesťanským idolům z Wolinu a ze Zbruče nebo popisu zaniklého idolu boha Svantovíta na Rujáně. Na rotundu mohla být hlava umístěna z důvodu úsilí plánované christianizace, kdy byla u obyvatel starší pohanská víra nahrazována novější křesťanskou. Pohanský idol tak mohl posloužit jako stavební materiál novějšího svatostánku.